# إينوك جيلكريست
إينوك جيلكريست (بالإنجليزية: Enoch Gilchrist)‏ (25 ديسمبر 1940 في المملكة المتحدة - 2008) هو مدرب كرة قدم ولاعب كرة قدم بريطاني في مركز نصف الجناح. لعب مع نادي دمبرتون وهاميلتون أكاديميكال وبيرويك راينجرز.